# Вотерлу (Висконсин)
Вотерлу (енгл. Waterloo) град је у америчкој савезној држави Висконсин.

## Демографија
По попису из 2010. године број становника је 3.333, што је 74 (2,3%) становника више него 2000. године.
| Група             | 2000.         | 2010.         |
| Белци             | 2.969 (91,1%) | 2.834 (85,0%) |
| Афроамериканци    | 17 (0,5%)     | 26 (0,8%)     |
| Азијати           | 10 (0,3%)     | 10 (0,3%)     |
| Хиспаноамериканци | 240 (7,4%)    | 426 (12,8%)   |
| Укупно            | 3.259         | 3.333         |